# FSK Stripy
Futsal klub Stripy je amaterski futsal klub s sedežem v Škofji Loki. V času od nastanka je klub doživel velike tekmovalne uspehe, prav tako pa tudi padce.
V tekmovalni sezoni 2014/2015 so v državnem futsal prvenstvu Slovenije s selekcijo U19 prvič postali državni prvaki, v sezoni 1995/96 pa dosegli zgodovinsko 3. mesto v 1. SLMN.

## Zgodovina[1]

### Futsal v Škofji Loki
V začetku 80-ih let so se fantje iz Svetega Duha in bližnje okolice pričeli zanimati za mali nogomet. Ob večerih so se zbirali pred vaško trgovino in spoznavali čare te vedno bolj priljubljene športne panoge. Počasi se je oblikovala ekipa, ki se je pričela udeleževati raznih turnirjev in dosegala vidne rezultate. Zaradi prepoznavnosti je bilo treba najti ime. Odločili so se, da se ekipa poimenuje po risani seriji Stripy.

### Ustanovitev kluba
Leta 1987 je bil klub tudi uradno registriran. Začeli so se udeleževati tudi turnirjev zunaj gorenjske regije. Turnirji v Ljubljani so bili močnejši in kvalitetnejši in tam so se marsikaj naučili. Kljub porazom niso obupali. Že po letu dni so tudi na turnirjih v Ljubljani pričeli osvajati mesta tik pod vrhom. 
Leta 1993 so se prek regijskih kvalifikacij prvič uvrstili na državno prvenstvo na Kodeljevem v Ljubljani. Izmed osmih ekip so zasedli 4. mesto. V polfinalnem srečanju so jih zaustavili igralci ljubljanske ekipe Vuko (kasnejši državni prvaki), vendar šele po streljanju kazenskih strelov, kar je presenetilo celo poznavalce. 
V naslednjih dveh sezonah 1994 in 1995 so bili udeleženci državnega prvenstva in so osvojili 5. in 4. mesto. Na prvenstvu v Ljutomeru so prav tako klonili v polfinalu šele po kazenskih strelih v navidez že dobljeni tekmi.

### Zlati časi futsala v Škofji Loki
V sezoni 1995/96 se je državno prvenstvo preoblikovalo v ligaško tekmovanje najboljših desetih ekip v Sloveniji. To je bila najuspešnejša sezona v zgodovini kluba, saj so osvojili 3. mesto v državi. Na derbi srečanju proti ekipi Vuko iz Ljubljane (končni rezultat 1:3 za Vuko), je dvorana Poden dobesedno pokala po šivih.

### Črna sezona
V sezoni 1996/97 je sledil izpad iz 1. SFL. Ker klub, ki je deloval na prostovoljni bazi, za seboj ni imel mladih igralcev, starejši pa so bili že zasičeni s tekmovanji in potovanji, so bile posledice neizbežne. 
Tako so se odločili, da ne bodo nastopili v 2. Slovenski ligi malega nogometa, ampak so opustili tekmovanje na državnem nivoju in igrali le še rekreativne lige in turnirje. 

### Ponovna registracija
Klub je ponovno registriran 7. februarja 2007.

## Novejša zgodovina

### Sezona 2011/12
Članska ekipa je ponovno začela sezono z novim trenerjem. V prvem delu sezone se igralci in stroka niso ujeli in so nanizali zelo slabe rezultate, v spomladanskem delu sezone, pa se je ekipa zbrala in se iz dna vzpela na 7. mesto.
V tej sezoni so igrali le s selekcijo U18 in se uvrstili na rep razpredelnice, selekcije U21 pa sploh niso sestavili.

### Sezona 2012/13
Članska ekipa je ponovno zamenjala trenerja, na mesto Čazima Šabotića je stopil Almir Fetić (oče futsal reprezentanta Alena Fetića). Sezono je začel s suvereno zmago proti ekipi KIX Ajdovščina, ki je v pretekli sezoni še igral v 1. SFL. Do polovice sezone se je klub držal med prvimi tremi in se boril za vstop v 1. SFL, kar je bil cilj pred sezono, nato pa je sledil strm padec in na koncu so zasedli 6. mesto v 2. SFL.
Selekcija U21 je ponovno začela s tekmovanjem. Franci Ahčin je sestavil ekipo, ki se je v prvem delu sezone še uigravala in dosegla slabše rezultate, v drugem delu sezone, pa so se prebili do 3. mesta v zahodni skupini. Napredujeta le prvi dve ekipi.
Selekcija U18 je dosegla zgodovinski rezultat za škofjeloški futsal. V celi sezoni (16 tekem) so pod vodstvom Marijana Jamnika zbrali 14 zmag, en neodločen izid in en poraz. Prvi poraz so doživeli šele na prvi finalni tekmi proti KMN Dobovec. Na povratni tekmi so sicer zmagali, a je prvak postal KMN Dobovec zaradi boljše razlike v doseženih golih.

### Sezona 2013/14
Članska ekipa se je v novi sezoni okrepila z nekaj igralci propadle ljubljanske ekipe Vuko in cilja na vrh 2. SFL, kar bi jih vodilo v višjo ligo. Ekipo so zapustili trije igralci - Emir Midžan, Dalibor Radanović in vratar Ivan Brkić, na enoletno posojo v KMN Puntar je odšel Maksi Malenšek.
Po eni tretjini sezone so se poslovili od trenerja Almirja Fetića. Na petih tekmah je zbral en remi in štiri poraze. Ekipo je prevzel trener selekcije U21 Franci Ahčin. Po tej spremembi je nekaj igralcev izrazilo željo po prenehanju. Ekipa je v drugem delu sicer kazala boljše predstave, vendar premalo, da bi se lahko odlepila od zadnjega mesta
Selekcija U21 je v svoje vrste dobila nekaj srebrnih fantov iz sezone 2012/13, hkrati pa sta selekcijo dopolnila še igralec NK Triglav Gregor Romič in Klemen Mesec. Po dveh mesecih treningov sta se sama izločila iz ekipe. Ekipa se je s poškodovanima Harisem Dindićem in Denisem Maričem večinoma časa sestavljala s pomočjo selekcije U18. V tej sezoni sta vpoklic v reprezentanco U21 dobila Tine Šturm in Rok Bešter. 
Po prvem delu sezone so zasedli 1. mesto v zahodni skupini, bili v polfinalu boljši od FC Litije ter v finalu klonili proti KMN Sevnica.
Selekcija U18 bo po lanskem drugem mestu v državnem prvenstvu napadala vrh skupine C, v katero je bila izžrebana. Po prvem delu sezone so zasedli prvo mesto v skupini C. V tej sezoni je potekal tudi izbirni trening za selekcijo U18. Vpoklic so dobili tudi štirje igralci Stripyja in sicer Eldin Šmrković, Luka Kanc, Nejc Lotrič in vratar Aljaž Kavčič. Selekcija U18 je na koncu zasedla tretje mesto v državnem prvenstvu.

### Sezona 2014/15
Članska ekipa je bila zaradi finančnih težav kluba razpuščeni po le eni odigrani tekmi.
Selekcija U21 se je okrepila s trenerjem Antejem Pratljaćićem. Po suverenem prvem (skupinskem) delu je ekipa v polfinalu naletela na aktualnega državnega prvaka in na koncu osvojila 3. mesto v državi.
Selekcija U19: V tej sezoni se je selekcija U18 preimenovala v U19. Ekipa trenerja Marijana Jamnika je v skupinskem delu premagala vse ekipe in sicer z gol-razliko +111. V četrtfinalu je bila dvakrat boljša od NK Laško, v polfinalu enkrat remizirala in enkrat 6:1 odpravila FC Litijo, v finalu pa je dvakrat padla ekipa FK Zavas iz Vrhnike, katero vodi Mile Simeunovič.

### Sezona 2015/16
Članska ekipa je pričela z nastopi pod taktirko trenerja Seada Nadareviča. Po slabem prvem delu sezone, v katerem je ekipa na devetih srečanjih zbrala samo 10 točk, je sledil preporod v pomladanskem delu in končno osvojeno tretje mesto.
Selekcija U21 je bila ukinjena s strani Nogometne zveze Slovenije.
Selekcija U19 nadaljuje delo s trenerjem Marijanom Jamnikom in njegovim pomočnikom Marijom Majnikom. V selekcijo Slovenije U19 sta bili povabljeni Luka Jamnik, Matej Tušar, Andrej Mohorič, Nejc Dagarin in Luka Romič. Prva dva sta odigrala tudi dve prijateljski tekmi z reprezentanco Italije. Ekipa je drugič zapored osvojila naslov državnih prvakov.

### Sezona 2016/17
Članska ekipa je prikazala suveren štart v sezono. Varovanci Seada Nadareviča so na koncu osvojili 2. mesto v 2. SFL in s porazom v dodatnih kvalifikacijah za 1. SFL proti KMN Benedikt ostali v nižji ligi.
Selekcija U19 je za zeleno mizo izgubila v četrtfinalu tekmovanja, navkljub zmagi z 8:0. Trener Ante Pratljačić.

### Sezona 2017/18
Članska ekipa je po drugem krogu ostala brez glavnega trenerja Seada Nadareviča. Njegovo vlogo je prevzel Tomislav Horvat. Ekipa se je s prvim mestom v 2. SFL uvrstila v 1. SFL
Selekcija U19 nadaljuje pod taktirko Francija Ahčina. Ekipa je osvojila državno prvenstvo.
Selekcija U17 prvič nastopa v državnem prvenstvu. Vodil jo je Franci Ahčin. Z ekipo je osvojil državno prvenstvo.

### Sezona 2018/19
Članska ekipa je po enaindvajsetih letih ponovno v 1. SFL. Prvi zadetek v novi zgodovini je na tekmi 2. kroga proti FC Litija dosegel Luka Kanc.
Selekcija U19 trenira in tekumje pod taktirko Andreja Ahčina.
Selekcija U15 prvič nastopa v državnem prvenstvu. Ekipo vodi Aleš Jensterle

## Igralci

### Dvorana
Spomladi leta 2010 so se preselili v novo zgrajeno Športno dvorano Trata, v kateri imajo selekcije treninge in tekme, prav tako pa ima klub v tej dvorani svoj sedež in klubske prostore.

### Trenerji od ustanovitve do danes
|           | trener          | obdobje   |
| --------- | --------------- | --------- |
| Slovenija | Franci Ahčin    | 1987-1997 |
| Slovenija | Franci Ahčin    | 2007-2008 |
| Slovenija | Sead Nadarevič  | 2008-2009 |
| Slovenija | Branko Božič    | 2009-2010 |
| Slovenija | Simon Bogovič   | 2010-2011 |
| Slovenija | Čazim Šabotič   | 2011-2012 |
| Slovenija | Almir Fetić     | 2012-2013 |
| Slovenija | Franci Ahčin    | 2013-2014 |
| Slovenija | Sead Nadarević  | 2015-2017 |
| Slovenija | Tomislav Horvat | 2017-2018 |
| Slovenija | Marjan Jamnik   | 2018-2018 |
| Slovenija | Sead Nadarević  | 2018-     |

### Upravni odbor[2]
1. predsednik kluba: Blaž Jesenko
2. podpredsednik: Krištof Ramovš
3. član: Tomaž Zorman
4. član: Vid Bobnar
5. član: Rok Pogačnik
6. član: Demir Kazić
7. član: David Vujić
8. član: Hamdija Hirkić

### Predsedniki od ustanovitve do danes
|           | predsednik       | obdobje   |
| --------- | ---------------- | --------- |
| Slovenija | Franci Ahčin     | 1987-1997 |
| Slovenija | Tomaž Zorman     | 2007-2011 |
| Slovenija | Davorin Stanonik | 2011-2012 |
| Slovenija | Krištof Ramovš   | 2012-2015 |
| Slovenija | Blaž Jesenko     | 2015-     |

## Rezultati
- Državno futsal prvenstvo, člani

4. mesto - 1992/1993, Ljubljana
5. mesto - 1993/1994, Ptuj
4. mesto - 1994/1995, Ljutomer
- 1. SFL, člani

3. mesto - 1995/1996
x. mesto - 1996/1997
- 2. SFL, člani

5. mesto - 2007/2008 (zahodna skupina)
4. mesto - 2008/2009 (zahodna skupina)
3. mesto - 2009/2010 (zahodna skupina)
8. mesto - 2010/2011 (državno prvenstvo)
7. mesto - 2011/2012 (državno prvenstvo)
6. mesto - 2012/2013 (državno prvenstvo)
7. mesto - 2013/2014 (državno prvenstvo)
3. mesto - 2015/2016 (državno prvenstvo)
2. mesto - 2016/2017 (državno prvenstvo)
1. mesto - 2017/2018 (državno prvenstvo)
- Državno futsal prvenstvo U21 - ukinjeno s strani NZS na koncu sezone 2014/2015.

9. mesto - 2008/2009 (zahodna skupina)
7. mesto - 2009/2010 (zahodna skupina)
8. mesto - 2010/2011 (vzhodna skupina)
3. mesto - 2012/2013 (zahodna skupina)
2. mesto - 2013/2014 (državno prvenstvo)
3. mesto - 2014/2015 (državno prvenstvo)
- Državno futsal prvenstvo U19 (do sezone 2014/15 U18)

2. mesto - 2012/2013 (državno prvenstvo)
3. mesto - 2013/2014 (državno prvenstvo)
1. mesto - 2014/2015 (državno prvenstvo)
1. mesto - 2015/2016 (državno prvenstvo)
x. mesto - 2016/2017 (državno prvenstvo) 
1. mesto - 2017/2018 (državno prvenstvo)
- Državno futsal prvenstvo U17

1. mesto - 2017/2018 (državno prvenstvo)
- Zmagovalci mednarodnega turnirja - 1994, Maribor

- Zmagovalci preko 50-ih turnirjev po vsej Sloveniji ter več drugih in tretjih mest

## Nagrade
1. Sezona 1996/1997 - 1. mesto na lestvici Fair play
2. Sezona 2007/2008 - 1. mesto na lestvici Fair play
3. Sezona 2011/2012 - 1. mesto na lestvici Fair play [4]
4. Sezona 2012/2013 - 1. mesto na lestvici Fair play U21 [5]
5. Sezona 2017/2018 - 1. mesto na lestvici Fair play 2. SFL
6. Sezona 2017/2018 - 1. mesto na lestvici Fair play U19
7. Sezona 2017/2018 - 1. mesto na lestvici Fair play U17